# Маасбюль
Маасбюль (нім. Maasbüll) — громада в Німеччині, розташована в землі Шлезвіг-Гольштейн. Входить до складу району Шлезвіг-Фленсбург. Складова частина об'єднання громад Гюруп.
Площа — 7,71 км2. Населення становить 699 ос. (станом на 31 грудня 2020).